# 명준재
명준재(한국 한자: 明俊在, 1994년 7월 2일 ~ )는 대한민국의 축구 선수이다. 포지션은 우측면 풀백이며 현 천안 시티 FC 소속이다.

## 클럽 경력
2016년 자유계약으로 전북 현대 모터스에 입단했다. 2016년 1월 15일 전북 현대 소속으로 처음 경기를 뛰었다. 비록 비공식 경기이긴 했지만 보루시아 도르트문트를 상대로 좋은 모습을 보였다.
2016년 12월 26일, 서울 이랜드로 1년 임대 이적하였다. 2017년 5월 22일 부산 아이파크와의 13라운드 원정경기에서 중거리슛으로 프로 데뷔골을 기록하였다. 2017년 5월 29일 K리그 챌린지 14라운드 안산 그리너스 FC와의 원정 경기에서 일명 신의 손으로 득점했다.
2018년 5월 5일 열린 전남 드래곤즈와의 경기에서 전북 현대 모터스 소속으로 공식 데뷔했다. 2019 시즌 여름 이적시장에서 인천 유나이티드로 임대되었다.
2020시즌을 앞두고 수원 삼성 블루윙즈에 입단했다.